# 漢斯·蓋革
约翰尼斯·威廉·“汉斯”·盖革（1882年9月30日—1945年9月24日），德国物理学家。

## 生平
盖革出生于德国莱茵兰-法尔茨州诺伊施塔特，他的家庭有五个孩子，其父亲是埃爾朗根-紐倫堡大學的印度学教授威廉·盖革。
1902年开始在埃爾朗根-紐倫堡大學学习物理学和数学并于1906年获得了博士学位。1907年，在曼彻斯特大学，盖革成为了恩内斯特·卢瑟福的助手；1909年他和欧内斯特·马斯登做了著名的“盖革-马斯登”实验，也就是金箔实验，一起发明了盖革计数器。1911年，盖革和約翰·努塔爾一起发现了盖革-努塔爾定律，并做了一系列实验，对卢瑟福最终建立其原子模型的起了重要作用。1928年，盖革和他的学生沃尔特·穆勒改进了盖革计数器，称之为盖革-穆勒管或盖革-穆勒计数器。盖革还曾和詹姆斯·查德威克一起工作过。
1912年，他成为了帝国物理技术研究所的领导人。1925年，1929年和1936年分别在基尔大学、蒂宾根大学和柏林-夏洛腾堡做教授。
他同时还是纳粹德国的原子弹研究小组--“铀俱乐部”的成员。
他曾声称自己是一个“忠诚的纳粹分子”并毫不犹豫的背叛了他以前的许多同事。
第二次世界大战结束后数月，盖革在波茨坦逝世。

## 政治观点
盖革直到1945年逝世从未公开表达对纳粹的支持或反对，他绝不是所谓的德意志物理学（雅利安物理学）的支持者，在1927年被菲利普•莱纳德称作“亲英国人士”并且拒绝了盖革继承他在大学的讲席的申请。 Wolff 写到，盖革与 Max Wien和海森堡在一份回忆录中记录到:"[...]反对雅利安物理学[...]"
也有一些证据表明，盖革为一些因纽伦堡法案受困的学生提供帮助。Lieselott Herforth在盖革指导下参加了毕业考试，她说道：“...他也接受一位我的女同学参加毕业考试，这位女同学因为父母中其中一位是犹太人而只能作为听众而登记入学，这还是因为她的父亲是第一次世界大战中的军医。这位女学生得以作为走读生与我一起在1940年参加毕业考试”。Ernst Stuhlinger提到：“盖革教授那时通过他与卢瑟福和一些其他英国社会人士的私人朋友关系帮助他一些不幸的同事，这些人被迫移民国外，而这直到很久以后才被大家熟知。”战争结束后，苏联士兵扣押了盖革在波茨坦的房子。Swinne 对这一事实写道：“1945年6月盖革的房子被查封，因为波茨坦会议在周边举行”。
盖革但是也不是一直都为他的同事出力。汉斯•贝特的母亲是犹太人，由于纽伦堡法案的限制他将不得为国家机构工作，此时他刚刚被限制获得图宾根大学的理论物理讲席的位置，于是他转而向盖革求助，但是盖革拒绝了他。贝特这样给 Sommerfeld写信：“[...]无论如何我得知了之后会发生什么，（随信）内附的盖革的回信是如此之短，以至于让我觉着甚至受到了侮辱，从他的语句中我不再相信我在图宾根还能有任何机会”。盖革回信的详细内容不得而知。在1967年与  Charles Weiner 的口述历史采访中，贝特对盖革对此事的反应感到失望，但是没有直接提到盖革的名字。